# Kosma
Kosma is een dorp in de Duitse gemeente Altenburg in  Thüringen. De gemeente maakt deel uit van het Landkreis Altenburger Land. De naam wordt het eerst genoemd rond 1200 en is oudsorbisch. In 1996 wordt de gemeente Kosma samengevoegd met de stad Altenburg.